# Orasemorpha goethei
Orasemorpha goethei (лат.) — вид паразитических наездников рода Orasemorpha из семейства Eucharitidae. Предположительно, как и близкие виды, паразитоиды личинок и куколок муравьёв.

## Распространение
Австралия.

## Описание
Мелкие хальцидоидные наездники (1,7—1,9 мм). Усики 12-члениковые. Мезосома, петиоль и тазики тёмно-коричневые и чёрные; мезосома с зеленоватым металлическим отблеском; усики коричневые; брюшко, усики и частично бёдра тёмно-коричневые. Ноги желтовато-коричневые. Брюшко гладкое. Членики жгутика усиков цилиндрические. Лицо сильно скульптировано. Основание петиоля сужено и лишено переднего дорсального киля. Петиоль самки поперечный, не более ширины и длины (отчего брюшко выглядит почти сидячим). Транскутальное сочленение (между мезоскутумом и аксиллой) полное с отчётливым поперечным швом. Предположительно, как и близкие виды, паразитоиды личинок и куколок муравьёв.
Вид был впервые описан американским энтомологом Александром Жироу (1884—1941) под названием Eucharomorpha goethei Girault, 1934. В 1988 году включён в состав рода Orasemorpha.